# Liste der denkmalgeschützten Objekte in Košice I-Staré Mesto (Košice)/Stredné Mesto (N–Z)
Die Liste der denkmalgeschützten Objekte in Košice I-Staré Mesto (Košice)/Stredné Mesto (N–Z) enthält 146 nach slowakischen Denkmalschutzvorschriften geschützten Objekte im Stadtteil Staré Mesto der Stadt Košice der Straßen mit dem Anfangsbuchstaben N–Z.

## Denkmäler
| Foto |                 | Denkmal / č. ÚZPF                                                  | Standort / Konskr. Nr.                                                            | Offizielle Beschreibung                                               | Beschreibung                                                    | Metadaten                                                          |
| ---- | --------------- | ------------------------------------------------------------------ | --------------------------------------------------------------------------------- | --------------------------------------------------------------------- | --------------------------------------------------------------- | ------------------------------------------------------------------ |
| ja   | Datei hochladen | Wohnhaus(sk) ObjektID: 802-3476/0                                  | Orlia ul. 4 Standort KG: Stredné Mesto Konskr.Nr.: 175                            | pavlačový,radový                                                      | Reihenhaus                                                      | č. NKP: 802-3476/0 Stand des NKP: Name: DOM BYTOVÝ                 |
| ja   | Datei hochladen | Bürgerhaus(sk) ObjektID: 802-3477/0                                | Orlia ul. 6 Standort KG: Stredné Mesto Konskr.Nr.: 174                            | priechodový,radový                                                    | Reihenhaus, Passage                                             | č. NKP: 802-3477/0 Stand des NKP: Name: DOM MEŠTIANSKY             |
| ja   | Datei hochladen | Bürgerhaus(sk) ObjektID: 802-3479/0                                | Orlia ul. 11 Standort KG: Stredné Mesto Konskr.Nr.: 112                           | radový,prejazdový                                                     | Reihenhaus, Passage                                             | č. NKP: 802-3479/0 Stand des NKP: Name: DOM MEŠTIANSKY             |
| ja   | Datei hochladen | Festungsbastion(sk) ObjektID: 802-11689/0                          | Osloboditeľov nám. Standort KG: Stredné Mesto Konskr.Nr.:                         | skúmaná; kamenný múr fausse-braye                                     |                                                                 | č. NKP: 802-11689/0 Stand des NKP: Name: PEVNOSŤ BASTIÓNOVÁ        |
| ja   | Datei hochladen | Denkmal(sk) ObjektID: 802-1326/0                                   | Osloboditeľov nám. 0 Standort KG: Stredné Mesto Konskr.Nr.: 0                     | padlí v II.sv.v.; pomník padlým                                       | für die Gefallenen des WK II                                    | č. NKP: 802-1326/0 Stand des NKP: Name: POMNÍK                     |
| ja   | Datei hochladen | Denkmal(sk) ObjektID: 802-1330/0                                   | Osloboditeľov nám. 0 Standort KG: Stredné Mesto Konskr.Nr.: 0                     | neznámy vojak; Osloboditeľ                                            | für den unbekannten Soldaten, Die Befreier                      | č. NKP: 802-1330/0 Stand des NKP: Name: POMNÍK                     |
| ja   | Datei hochladen | Gedenktafel mit Büste(sk) ObjektID: 802-4587/0                     | Palackého ul. 13 Standort KG: Stredné Mesto Konskr.Nr.: 1421                      | Šándor Elo; 1896–1952, spisovateľ                                     | für Elo Šándor, Schriftsteller                                  | č. NKP: 802-4587/0 Stand des NKP: Name: TABUĽA PAMÄTNÁ S BUSTOU    |
| ja   | Datei hochladen | Miethaus, Sektor II(sk) ObjektID: 802-3666/2                       | Podtatranského ul. 2 Standort KG: Stredné Mesto Konskr.Nr.: 962                   | schodiskový,sekciový                                                  |                                                                 | č. NKP: 802-3666/2 Stand des NKP: Name: DOM BYTOVÝ-SEKCIA II.      |
| ja   | Datei hochladen | Bürgerhaus(sk) ObjektID: 802-3564/0                                | Poštová ul. 3 Standort KG: Stredné Mesto Konskr.Nr.: 464                          | priechodový,radový                                                    | Reihenhaus, Passage                                             | č. NKP: 802-3564/0 Stand des NKP: Name: DOM MEŠTIANSKY             |
| ja   | Datei hochladen | Bürgerhaus(sk) ObjektID: 802-3565/0                                | Poštová ul. 5 Standort KG: Stredné Mesto Konskr.Nr.: 465                          | priechodový,radový                                                    | Reihenhaus, Passage                                             | č. NKP: 802-3565/0 Stand des NKP: Name: DOM MEŠTIANSKY             |
| ja   | Datei hochladen | Wohnhaus(sk) ObjektID: 802-3567/0                                  | Poštová ul. 6-8 Standort KG: Stredné Mesto Konskr.Nr.: 462                        | pavlačový,nárožný                                                     | Eckhaus                                                         | č. NKP: 802-3567/0 Stand des NKP: Name: DOM BYTOVÝ                 |
| ja   | Datei hochladen | Bürgerhaus(sk) ObjektID: 802-3566/0                                | Poštová ul. 7 Standort KG: Stredné Mesto Konskr.Nr.: 466                          | schodiskový,nárožný                                                   | Eckhaus                                                         | č. NKP: 802-3566/0 Stand des NKP: Name: DOM MEŠTIANSKY             |
| ja   | Datei hochladen | Gymnasium(sk) ObjektID: 802-3568/1                                 | Poštová ul. 9 Standort KG: Stredné Mesto Konskr.Nr.: 532                          | nárožný; Reálka,Šmeralka                                              | Eckhaus                                                         | č. NKP: 802-3568/1 Stand des NKP: Name: GYMNÁZIUM                  |
| ja   | Datei hochladen | Gedenktafel(sk) ObjektID: 802-3568/2                               | Poštová ul. 9 Standort KG: Stredné Mesto Konskr.Nr.: 0                            | Myskovszký V.; 1838–1909, pamiatkár                                   | für Viktor Miškovský, Erzieher, Künstler, Naturschützer         | č. NKP: 802-3568/2 Stand des NKP: Name: TABUĽA PAMÄTNÁ             |
| ja   | Datei hochladen | Wohnhaus(sk) ObjektID: 802-3653/0                                  | Poštová ul. 11 Standort KG: Stredné Mesto Konskr.Nr.: 538                         | schodiskový,nárožný                                                   | Eckhaus                                                         | č. NKP: 802-3653/0 Stand des NKP: Name: DOM BYTOVÝ                 |
| ja   | Datei hochladen | Wohnhaus 1(sk) ObjektID: 802-3654/1                                | Poštová ul. 13 Standort KG: Stredné Mesto Konskr.Nr.: 539,540                     | pavlačový,radový                                                      | Reihenhaus                                                      | č. NKP: 802-3654/1 Stand des NKP: Name: DOM BYTOVÝ I               |
|      | Datei hochladen | Wohnhaus 2(sk) ObjektID: 802-3654/2                                | Poštová ul. 13 KG: Stredné Mesto Konskr.Nr.: 539,540                              | pavlačový,solitér                                                     | ?                                                               | č. NKP: 802-3654/2 Stand des NKP: Name: DOM BYTOVÝ II              |
| ja   | Datei hochladen | Verwaltungsgebäude(sk) ObjektID: 802-3569/0                        | Poštová ul. 14 Standort KG: Stredné Mesto Konskr.Nr.: 536                         | radová,prejazdová                                                     | Reihenhaus, Passage                                             | č. NKP: 802-3569/0 Stand des NKP: Name: BUDOVA ADMINISTRATÍVNA     |
| ja   | Datei hochladen | Bastion(sk) ObjektID: 802-1049/20                                  | Poštová ul. 15 Standort KG: Stredné Mesto Konskr.Nr.: 542                         | päťboký; Tupý bastión,vonkajší okruh h.                               | Stumpfbastion, Außenkreis                                       | č. NKP: 802-1049/20 Stand des NKP: Name: BASTIÓN                   |
| ja   | Datei hochladen | Wohnhaus(sk) ObjektID: 802-3570/0                                  | Poštová ul. 15 Standort KG: Stredné Mesto Konskr.Nr.: 543                         | schodiskový,radový                                                    | Reihenhaus                                                      | č. NKP: 802-3570/0 Stand des NKP: Name: DOM BYTOVÝ                 |
| ja   | Datei hochladen | Post(sk) ObjektID: 802-1182/1                                      | Poštová ul. 18 Standort KG: Stredné Mesto Konskr.Nr.: 547                         | chodbová; Slovenská pošta                                             | Doppelhaus, slowakische Post                                    | č. NKP: 802-1182/1 Stand des NKP: Name: POŠTA                      |
| ja   | Datei hochladen | Verwaltungsgebäude 1(sk) ObjektID: 802-1182/2                      | Poštová ul. 18 Standort KG: Stredné Mesto Konskr.Nr.: 547                         | chodbový,nárožný; Riaditeľstvo pôšt                                   | Doppel-Eckhaus, Postdirektion                                   | č. NKP: 802-1182/2 Stand des NKP: Name: BUDOVA ADMINISTRATÍVNA I.  |
| ja   | Datei hochladen | Verwaltungsgebäude 2(sk) ObjektID: 802-1182/3                      | Poštová ul. 18 Standort KG: Stredné Mesto Konskr.Nr.: 547                         | chodbový,nárožný; Hospodársky úrad                                    | Doppel-Eckhaus, Wirtschaftsamt                                  | č. NKP: 802-1182/3 Stand des NKP: Name: BUDOVA ADMINISTRATÍVNA II. |
| ja   | Datei hochladen | Bürgerhaus(sk) ObjektID: 802-3505/0                                | Pri Miklušovej väznici ul. 1 Standort KG: Stredné Mesto Konskr.Nr.: 923,924       | prejazdový,radový                                                     | Reihenhaus, Passage                                             | č. NKP: 802-3505/0 Stand des NKP: Name: DOM MEŠTIANSKY             |
| ja   | Datei hochladen | Bürgerhaus(sk) ObjektID: 802-3506/0                                | Pri Miklušovej väznici ul. 2 Standort KG: Stredné Mesto Konskr.Nr.: 925           | priechodový,radový                                                    | Reihenhaus, Passage                                             | č. NKP: 802-3506/0 Stand des NKP: Name: DOM MEŠTIANSKY             |
| ja   | Datei hochladen | Bürgerhaus(sk) ObjektID: 802-3507/0                                | Pri Miklušovej väznici ul. 3 Standort KG: Stredné Mesto Konskr.Nr.: 922           | prejazdový,radový                                                     | Reihenhaus, Passage                                             | č. NKP: 802-3507/0 Stand des NKP: Name: DOM MEŠTIANSKY             |
| ja   | Datei hochladen | Bürgerhaus(sk) ObjektID: 802-3508/0                                | Pri Miklušovej väznici ul. 6 Standort KG: Stredné Mesto Konskr.Nr.: 927           | priechodový,nárožný                                                   | Reihenhaus, Passage                                             | č. NKP: 802-3508/0 Stand des NKP: Name: DOM MEŠTIANSKY             |
| ja   | Datei hochladen | Bürgerhaus(sk) ObjektID: 802-3509/0                                | Pri Miklušovej väznici ul. 8 Standort KG: Stredné Mesto Konskr.Nr.: 928           | priechodový,radový; Slovenský poľovnícky zväz                         | Reihenhaus, Passage                                             | č. NKP: 802-3509/0 Stand des NKP: Name: DOM MEŠTIANSKY             |
| ja   | Datei hochladen | Gefängnis(sk) ObjektID: 802-3510/0                                 | Pri Miklušovej väznici ul. 10 Standort KG: Stredné Mesto Konskr.Nr.: 929          | nárožná; Mestská väznica                                              | Eckhaus                                                         | č. NKP: 802-3510/0 Stand des NKP: Name: VÄZNICA                    |
| BW   | Datei hochladen | Mehrfunktionsgebäude(sk) ObjektID: 802-11245/0                     | Pribinova ul. 2 Standort KG: Stredné Mesto Konskr.Nr.: 791                        | nárožný; Poisťovňa                                                    | Eckhaus, Versicherungsgesellschaft                              | č. NKP: 802-11245/0 Stand des NKP: Name: DOM POLYFUNKČNÝ           |
| ja   | Datei hochladen | Hotel(sk) ObjektID: 802-3511/0                                     | Protifašistických bojovníkov 1 Standort KG: Stredné Mesto Konskr.Nr.: 838         | chodbový,nárožný; hotel Európa                                        | Doppel-Eckhaus, Hotel Europa                                    | č. NKP: 802-3511/0 Stand des NKP: Name: HOTEL                      |
| ja   | Datei hochladen | Wohnhaus(sk) ObjektID: 802-3512/0                                  | Protifašistických bojovníkov 3 Standort KG: Stredné Mesto Konskr.Nr.: 832         | radový; nájomný dom                                                   | Eckhaus                                                         | č. NKP: 802-3512/0 Stand des NKP: Name: DOM BYTOVÝ                 |
| ja   | Datei hochladen | Krankenhaus(sk) ObjektID: 802-3673/0                               | Protifašistických bojovníkov 5 Standort KG: Stredné Mesto Konskr.Nr.: 829         | radová,schodisková                                                    | Reihenhaus                                                      | č. NKP: 802-3673/0 Stand des NKP: Name: NEMOCNICA                  |
| ja   | Datei hochladen | Wohnhaus 1(sk) ObjektID: 802-1322/1                                | Protifašistických bojovníkov 7 Standort KG: Stredné Mesto Konskr.Nr.: 827,828,843 | pavlačový,radový; Robotnícky dom                                      | Reihenhaus, Haus des Arbeiters                                  | č. NKP: 802-1322/1 Stand des NKP: Name: DOM BYTOVÝ I               |
|      | Datei hochladen | Burgmauer(sk) ObjektID: 802-1049/13                                | Puškinova ul. 3 KG: Stredné Mesto Konskr.Nr.: 867                                 | kurtina; vonkajší okruh hradieb                                       | Kurtin. äußeren Mauerring                                       | č. NKP: 802-1049/13 Stand des NKP: Name: MÚR HRADBOVÝ              |
| ja   | Datei hochladen | Synagoge(sk) Neue orthodoxe Synagoge (Košice) ObjektID: 802-1135/1 | Puškinova ul. 0 Standort KG: Stredné Mesto Konskr.Nr.: 866                        | ortodoxná; ortodoxná synagóga                                         | orthodoxe                                                       | č. NKP: 802-1135/1 Stand des NKP: Name: SYNAGÓGA                   |
| ja   | Datei hochladen | Wohnhaus 2(sk) ObjektID: 802-3502/2                                | Puškinova ul. 1 Standort KG: Stredné Mesto Konskr.Nr.: 869                        | pavlačový,radový; Maléterov nájomný dom                               | Reihenhaus, Maléter Wohnhaus                                    | č. NKP: 802-3502/2 Stand des NKP: Name: DOM BYTOVÝ II              |
| ja   | Datei hochladen | Schule(sk) ObjektID: 802-1135/2                                    | Puškinova ul. 3 Standort KG: Stredné Mesto Konskr.Nr.: 864                        | chodbová; židovská škola,talmud-tóra                                  | Doppelhaus, jüdische Talmudschule                               | č. NKP: 802-1135/2 Stand des NKP: Name: ŠKOLA                      |
| ja   | Datei hochladen | Wohnhaus(sk) ObjektID: 802-3674/0                                  | Puškinova ul. 4 Standort KG: Stredné Mesto Konskr.Nr.: 840                        | nárožný,schodisk.,pavlačový                                           | Eckhaus                                                         | č. NKP: 802-3674/0 Stand des NKP: Name: DOM BYTOVÝ                 |
| ja   | Datei hochladen | Wohnhaus(sk) ObjektID: 802-3515/0                                  | Puškinova ul. 5 Standort KG: Stredné Mesto Konskr.Nr.: 865                        | pavlačový,radový; nájomný dom                                         | Reihenhaus                                                      | č. NKP: 802-3515/0 Stand des NKP: Name: DOM BYTOVÝ                 |
| ja   | Datei hochladen | Wohnhaus(sk) ObjektID: 802-3675/0                                  | Puškinova ul. 6 Standort KG: Stredné Mesto Konskr.Nr.: 842,841                    | schodiskový,radový                                                    | Reihenhaus                                                      | č. NKP: 802-3675/0 Stand des NKP: Name: DOM BYTOVÝ                 |
| ja   | Datei hochladen | Wohnhaus 2(sk) ObjektID: 802-1322/2                                | Puškinova ul. 8 Standort KG: Stredné Mesto Konskr.Nr.: 843                        | pavlačový,radový; Robotnícky dom                                      | Reihenhaus, Haus des Arbeiters                                  | č. NKP: 802-1322/2 Stand des NKP: Name: DOM BYTOVÝ II              |
| ja   | Datei hochladen | Kasino(sk) ObjektID: 802-3516/0                                    | Rooseveltova ul. 1 Standort KG: Stredné Mesto Konskr.Nr.: 797                     | židovské; bábkové divadlo,1962-99                                     | jüdisches, Puppentheater                                        | č. NKP: 802-3516/0 Stand des NKP: Name: KASÍNO                     |
| ja   | Datei hochladen | Wohnhaus(sk) ObjektID: 802-3426/0                                  | Rooseveltova ul. 2 Standort KG: Stredné Mesto Konskr.Nr.: 122,792                 | pavlačový,nárožný                                                     | Eckhaus                                                         | č. NKP: 802-3426/0 Stand des NKP: Name: DOM BYTOVÝ                 |
| ja   | Datei hochladen | Wohnhaus(sk) ObjektID: 802-3517/0                                  | Rooseveltova ul. 3 Standort KG: Stredné Mesto Konskr.Nr.: 798                     | pavlačový,radový; Zahlerov dom                                        | Reihenhaus, Haus                                                | č. NKP: 802-3517/0 Stand des NKP: Name: DOM BYTOVÝ                 |
| ja   | Datei hochladen | Wohnhaus(sk) ObjektID: 802-3518/0                                  | Rooseveltova ul. 4 Standort KG: Stredné Mesto Konskr.Nr.: 793                     | pavlačový,radový; Akadémia vzdelávania                                | Reihenhaus, Akademie für Bildung                                | č. NKP: 802-3518/0 Stand des NKP: Name: DOM BYTOVÝ                 |
| ja   | Datei hochladen | Bürgerhaus(sk) ObjektID: 802-3519/0                                | Rooseveltova ul. 6 Standort KG: Stredné Mesto Konskr.Nr.: 794,795                 | radový                                                                | Reihenhaus                                                      | č. NKP: 802-3519/0 Stand des NKP: Name: DOM MEŠTIANSKY             |
| ja   | Datei hochladen | Wohnhaus(sk) ObjektID: 802-3520/0                                  | Rooseveltova ul. 8 Standort KG: Stredné Mesto Konskr.Nr.: 796                     | schodiskový,nárožný; dom poisť.Riunione Adriatica                     | Eckhaus                                                         | č. NKP: 802-3520/0 Stand des NKP: Name: DOM BYTOVÝ                 |
| ja   | Datei hochladen | Pförtnerhaus(sk) ObjektID: 802-11254/2                             | Rooseveltova ul. 9 Standort KG: Stredné Mesto Konskr.Nr.: 1114                    | solitér; Vrátnica                                                     |                                                                 | č. NKP: 802-11254/2 Stand des NKP: Name: VRÁTNICA                  |
| ja   | Datei hochladen | BANKA ObjektID: 802-3521/0                                         | Rooseveltova ul. 10 Standort KG: Stredné Mesto Konskr.Nr.: 802                    | nárožná,chodbová; Unibanka                                            | Doppel-Eckhaus, Unibank                                         | č. NKP: 802-3521/0 Stand des NKP: Name: BANKA                      |
| ja   | Datei hochladen | Wohnhaus(sk) ObjektID: 802-3522/0                                  | Rooseveltova ul. 12 Standort KG: Stredné Mesto Konskr.Nr.: 803                    | pavlačový,radový                                                      | Reihenhaus                                                      | č. NKP: 802-3522/0 Stand des NKP: Name: DOM BYTOVÝ                 |
| ja   | Datei hochladen | Wohnhaus(sk) ObjektID: 802-3523/0                                  | Rooseveltova ul. 14-16 Standort KG: Stredné Mesto Konskr.Nr.: 804,805             | schodiskový,radový; kanonické domy                                    | Reihenhaus                                                      | č. NKP: 802-3523/0 Stand des NKP: Name: DOM BYTOVÝ                 |
| ja   | Datei hochladen | Wohnhaus(sk) ObjektID: 802-3524/0                                  | Rooseveltova ul. 18 Standort KG: Stredné Mesto Konskr.Nr.: 806                    | schodiskový,radový                                                    | Reihenhaus                                                      | č. NKP: 802-3524/0 Stand des NKP: Name: DOM BYTOVÝ                 |
| ja   | Datei hochladen | Wohnhaus(sk) ObjektID: 802-3525/0                                  | Rooseveltova ul. 20 Standort KG: Stredné Mesto Konskr.Nr.: 1101                   | schodiskový,radový                                                    | Reihenhaus                                                      | č. NKP: 802-3525/0 Stand des NKP: Name: DOM BYTOVÝ                 |
| ja   | Datei hochladen | Wohnhaus(sk) ObjektID: 802-3526/0                                  | Rooseveltova ul. 22 Standort KG: Stredné Mesto Konskr.Nr.: 809                    | pavlačový,radový; nájomný dom                                         | Reihenhaus                                                      | č. NKP: 802-3526/0 Stand des NKP: Name: DOM BYTOVÝ                 |
| ja   | Datei hochladen | Wohnhaus(sk) ObjektID: 802-3527/0                                  | Rooseveltova ul. 24 Standort KG: Stredné Mesto Konskr.Nr.: 810                    | pavlačový,nárožný; Makranského dom                                    | Eckhaus, Haus                                                   | č. NKP: 802-3527/0 Stand des NKP: Name: DOM BYTOVÝ                 |
| BW   | Datei hochladen | Krankenhaus(sk) ObjektID: 802-11254/1                              | Senný trh 1 Standort KG: Stredné Mesto Konskr.Nr.: 1113                           | solitér; Všeobecná nemocnica                                          | Allgemeines Krankenhaus                                         | č. NKP: 802-11254/1 Stand des NKP: Name: NEMOCNICA                 |
| BW   | Datei hochladen | Umzäunung(sk) ObjektID: 802-11254/3                                | Senný trh Standort KG: Stredné Mesto Konskr.Nr.: 1113,1114                        |                                                                       |                                                                 | č. NKP: 802-11254/3 Stand des NKP: Name: OPLOTENIE                 |
| BW   | Datei hochladen | Park(sk) ObjektID: 802-11254/4                                     | Senný trh Standort KG: Stredné Mesto Konskr.Nr.:                                  |                                                                       |                                                                 | č. NKP: 802-11254/4 Stand des NKP: Name: PARK                      |
| BW   | Datei hochladen | ŠATNE ObjektID: 802-1137/2                                         | Staničné nám. 5 Standort KG: Stredné Mesto Konskr.Nr.: 1456                       | solitér; Športový klub polície                                        | Polizeisportklub                                                | č. NKP: 802-1137/2 Stand des NKP: Name: ŠATNE                      |
| BW   | Datei hochladen | Schwimmbad mit Brücke(sk) ObjektID: 802-1137/3                     | Staničné nám. 5 Standort KG: Stredné Mesto Konskr.Nr.:                            | otvorený; plavecký bazén                                              | zu öffnendes Becken                                             | č. NKP: 802-1137/3 Stand des NKP: Name: BAZÉN S MOSTÍKOM           |
| BW   | Datei hochladen | Schwimmbad(sk) ObjektID: 802-1137/4                                | Staničné nám. 5 Standort KG: Stredné Mesto Konskr.Nr.:                            | otvorený; bazén pre neplavcov                                         | zu öffnendes Becken für Nichtschwimmer                          | č. NKP: 802-1137/4 Stand des NKP: Name: BAZÉN                      |
| BW   | Datei hochladen | Kinderschwimmbad(sk) ObjektID: 802-1137/5                          | Staničné nám. 5 Standort KG: Stredné Mesto Konskr.Nr.:                            | otvorený; detský bazén                                                | zu öffnendes Becken                                             | č. NKP: 802-1137/5 Stand des NKP: Name: BAZÉN DETSKÝ               |
| BW   | Datei hochladen | Landschaftsbau?(sk) ObjektID: 802-1137/6                           | Staničné nám. 5 Standort KG: Stredné Mesto Konskr.Nr.:                            |                                                                       |                                                                 | č. NKP: 802-1137/6 Stand des NKP: Name: ÚPRAVA SADOVNÍCKA          |
| BW   | Datei hochladen | Einlassgebäude mit Tribüne(sk) ObjektID: 802-1137/1                | Staničné nám. 5 Standort KG: Stredné Mesto Konskr.Nr.: 1497                       | solitér; Hlavná budova s pokladňami                                   | Hauptgebäude mit Kasse                                          | č. NKP: 802-1137/1 Stand des NKP: Name: BUDOVA VSTUPNÁ S TRIBÚNOU  |
| ja   | Datei hochladen | Miethaus Sektor III(sk) ObjektID: 802-3666/3                       | Stará Baštová ul. 2,4,6 Standort KG: Stredné Mesto Konskr.Nr.: 963,2593,964       | schodiskový,sekciový                                                  |                                                                 | č. NKP: 802-3666/3 Stand des NKP: Name: DOM BYTOVÝ-SEKCIA III.     |
| ja   | Datei hochladen | Miethaus Sektor IV(sk) ObjektID: 802-3667/4                        | Stará Baštová ul. 1,3 Standort KG: Stredné Mesto Konskr.Nr.: 967                  | schodiskový,sekciový; byty štátnych zamestnancov                      | Beamtenwohnungen                                                | č. NKP: 802-3667/4 Stand des NKP: Name: DOM BYTOVÝ-SEKCIA IV.      |
| ja   | Datei hochladen | Miethaus Sektor V(sk) ObjektID: 802-3667/5                         | Stará Baštová ul. 5,7 Standort KG: Stredné Mesto Konskr.Nr.: 966                  | schodiskový,sekciový; byty štátnych zamestnancov                      | Beamtenwohnungen                                                | č. NKP: 802-3667/5 Stand des NKP: Name: DOM BYTOVÝ-SEKCIA V.       |
| ja   | Datei hochladen | Miethaus Sektor VI(sk) ObjektID: 802-3667/6                        | Stará Baštová ul. 9 Standort KG: Stredné Mesto Konskr.Nr.: 965                    | schodiskový,sekciový; byty štátnych zamestnancov                      | Beamtenwohnungen                                                | č. NKP: 802-3667/6 Stand des NKP: Name: DOM BYTOVÝ-SEKCIA VI.      |
| ja   | Datei hochladen | Schule(sk) ObjektID: 802-1217/0                                    | Šrobárova ul. 1 Standort KG: Stredné Mesto Konskr.Nr.: 1015,1016                  | chodbový,solitér                                                      | Doppelhaus                                                      | č. NKP: 802-1217/0 Stand des NKP: Name: ŠKOLA                      |
| ja   | Datei hochladen | Verwaltungsgebäude(sk) ObjektID: 802-1216/0                        | Šrobárova ul. 2 Standort KG: Stredné Mesto Konskr.Nr.: 1014                       |                                                                       |                                                                 | č. NKP: 802-1216/0 Stand des NKP: Name: BUDOVA ADMINISTRATÍVNA     |
| ja   | Datei hochladen | Miethaus Sektor I(sk) ObjektID: 802-3667/1                         | Štefánikova ul. 8,10 Standort KG: Stredné Mesto Konskr.Nr.: 968,969               | schodiskový,sekciový; byty štátnych zamestnancov                      | Beamtenwohnungen                                                | č. NKP: 802-3667/1 Stand des NKP: Name: DOM BYTOVÝ-SEKCIA I.       |
| BW   | Datei hochladen | Miethaus Sektor II(sk) ObjektID: 802-3667/2                        | Štefánikova ul. 12,14 Standort KG: Stredné Mesto Konskr.Nr.: 969                  | schodiskový,sekciový; byty štátnych zamestnancov                      | Beamtenwohnungen                                                | č. NKP: 802-3667/2 Stand des NKP: Name: DOM BYTOVÝ-SEKCIA II.      |
| ja   | Datei hochladen | Gedenkwohnhaus(sk) ObjektID: 802-1334/1                            | Štefánikova ul. 4-6 Standort KG: Stredné Mesto Konskr.Nr.: 902,903                | pavlačový,nárožný; Uram-Podtatranský Rehor 1846–1924, spisovateľ,ped. | für Rehor Uram-Podtatranský, Lehrer und Schriftsteller, Eckhaus | č. NKP: 802-1334/1 Stand des NKP: Name: DOM BYTOVÝ PAMÄTNÝ         |
| ja   | Datei hochladen | Gedenktafel(sk) ObjektID: 802-1334/2                               | Štefánikova ul. 4 Standort KG: Stredné Mesto Konskr.Nr.: 902                      | Uram-Podtatranský Rehor; 1846–1924,spisovateľ,ped.                    | für Rehor Uram-Podtatranský, Lehrer und Schriftsteller          | č. NKP: 802-1334/2 Stand des NKP: Name: TABUĽA PAMÄTNÁ             |
| ja   | Datei hochladen | Gedenktafel(sk) ObjektID: 802-3667/7                               | Štefánikova ul. 8 Standort KG: Stredné Mesto Konskr.Nr.: 0                        | Prídavok Anton; 1904 – 12. Mai 1945, básnik                           | für Anton Pridavok, Dichter                                     | č. NKP: 802-3667/7 Stand des NKP: Name: TABUĽA PAMÄTNÁ             |
| BW   | Datei hochladen | Miethaus Sektor III(sk) ObjektID: 802-3667/3                       | Štefánikova ul. 16 Standort KG: Stredné Mesto Konskr.Nr.: 970                     | schodiskový,sekciový; byty štátnych zamestnancov                      | Beamtenwohnungen                                                | č. NKP: 802-3667/3 Stand des NKP: Name: DOM BYTOVÝ-SEKCIA III.     |
| ja   | Datei hochladen | Wohnhaus(sk) ObjektID: 802-3678/0                                  | Štefánikova ul. 20 Standort KG: Stredné Mesto Konskr.Nr.: 973                     | radový,schodiskový                                                    | Reihenhaus                                                      | č. NKP: 802-3678/0 Stand des NKP: Name: DOM BYTOVÝ                 |
| ja   | Datei hochladen | Wohnhaus(sk) ObjektID: 802-3626/0                                  | Štefánikova ul. 22 Standort KG: Stredné Mesto Konskr.Nr.: 974                     | schodiskový,radový                                                    | Reihenhaus                                                      | č. NKP: 802-3626/0 Stand des NKP: Name: DOM BYTOVÝ                 |
| ja   | Datei hochladen | Wohnhaus(sk) ObjektID: 802-3627/0                                  | Štefánikova ul. 24 Standort KG: Stredné Mesto Konskr.Nr.: 975                     | pavlačový,radový                                                      | Reihenhaus                                                      | č. NKP: 802-3627/0 Stand des NKP: Name: DOM BYTOVÝ                 |
| ja   | Datei hochladen | Wohnhaus(sk) ObjektID: 802-3628/0                                  | Štefánikova ul. 26 Standort KG: Stredné Mesto Konskr.Nr.: 977,978                 | schodiskový,radový                                                    | Reihenhaus                                                      | č. NKP: 802-3628/0 Stand des NKP: Name: DOM BYTOVÝ                 |
| ja   | Datei hochladen | Bürgerhaus(sk) ObjektID: 802-3629/0                                | Štefánikova ul. 28 Standort KG: Stredné Mesto Konskr.Nr.: 979,980                 | pavlačový,radový                                                      | Reihenhaus                                                      | č. NKP: 802-3629/0 Stand des NKP: Name: DOM MEŠTIANSKY             |
| ja   | Datei hochladen | Wohnhaus(sk) ObjektID: 802-3630/0                                  | Štefánikova ul. 30 Standort KG: Stredné Mesto Konskr.Nr.: 981                     | pavlačový,radový                                                      | Reihenhaus                                                      | č. NKP: 802-3630/0 Stand des NKP: Name: DOM BYTOVÝ                 |
| ja   | Datei hochladen | Wohnhaus(sk) ObjektID: 802-3631/0                                  | Štefánikova ul. 32 Standort KG: Stredné Mesto Konskr.Nr.: 983                     | pavlačový,nárožný; nájomný dom                                        | Eckhaus                                                         | č. NKP: 802-3631/0 Stand des NKP: Name: DOM BYTOVÝ                 |
| ja   | Datei hochladen | Wohnhaus(sk) ObjektID: 802-3632/0                                  | Štefánikova ul. 38 Standort KG: Stredné Mesto Konskr.Nr.: 987                     | radový; nájomný dom                                                   | Reihenhaus                                                      | č. NKP: 802-3632/0 Stand des NKP: Name: DOM BYTOVÝ                 |
| ja   | Datei hochladen | Wohnhaus(sk) ObjektID: 802-3633/0                                  | Štefánikova ul. 40 Standort KG: Stredné Mesto Konskr.Nr.: 988                     | radový; nájomný dom                                                   | Reihenhaus                                                      | č. NKP: 802-3633/0 Stand des NKP: Name: DOM BYTOVÝ                 |
| ja   | Datei hochladen | Wohnhaus(sk) ObjektID: 802-3634/0                                  | Štefánikova ul. 42 Standort KG: Stredné Mesto Konskr.Nr.: 989                     | pavlačový,radový                                                      | Reihenhaus                                                      | č. NKP: 802-3634/0 Stand des NKP: Name: DOM BYTOVÝ                 |
| ja   | Datei hochladen | Wohnhaus(sk) ObjektID: 802-3635/0                                  | Štefánikova ul. 44 Standort KG: Stredné Mesto Konskr.Nr.: 990                     | schodiskový,radový; nájomný dom                                       | Reihenhaus                                                      | č. NKP: 802-3635/0 Stand des NKP: Name: DOM BYTOVÝ                 |
| BW   | Datei hochladen | Burgmauer(sk) ObjektID: 802-1049/4                                 | Štefánikova ul. 60 Standort KG: Stredné Mesto Konskr.Nr.:                         | kurtina; vonkajší okruh hradieb                                       | Kurtin, äußerer Mauerring                                       | č. NKP: 802-1049/4 Stand des NKP: Name: MÚR HRADBOVÝ               |
| ja   | Datei hochladen | Wohnhaus(sk) ObjektID: 802-3642/0                                  | Štúrova ul. 9 Standort KG: Stredné Mesto Konskr.Nr.: 1397                         | schodiskový,radový; nájomný dom                                       | Reihenhaus                                                      | č. NKP: 802-3642/0 Stand des NKP: Name: DOM BYTOVÝ                 |
| ja   | Datei hochladen | Wohnhaus(sk) ObjektID: 802-3643/0                                  | Štúrova ul. 11 Standort KG: Stredné Mesto Konskr.Nr.: 1396                        | schodiskový,radový; nájomný dom                                       | Reihenhaus                                                      | č. NKP: 802-3643/0 Stand des NKP: Name: DOM BYTOVÝ                 |
| ja   | Datei hochladen | Wohnhaus(sk) ObjektID: 802-3644/0                                  | Štúrova ul. 13 Standort KG: Stredné Mesto Konskr.Nr.: 1395                        | schodiskový,radový; Zinnerove domy                                    | Reihenhaus, Häuser Zinnerov                                     | č. NKP: 802-3644/0 Stand des NKP: Name: DOM BYTOVÝ                 |
| ja   | Datei hochladen | Wohnhaus(sk) ObjektID: 802-3645/0                                  | Štúrova ul. 15 Standort KG: Stredné Mesto Konskr.Nr.: 1394                        | schodiskový,radový; Zinnerove domy                                    | Reihenhaus, Häuser Zinnerov                                     | č. NKP: 802-3645/0 Stand des NKP: Name: DOM BYTOVÝ                 |
| ja   | Datei hochladen | Wohnhaus(sk) ObjektID: 802-3646/0                                  | Štúrova ul. 17 Standort KG: Stredné Mesto Konskr.Nr.: 1393                        | nárožný,schodiskový                                                   | Eckhaus                                                         | č. NKP: 802-3646/0 Stand des NKP: Name: DOM BYTOVÝ                 |
| ja   | Datei hochladen | Wohnhaus(sk) ObjektID: 802-3647/0                                  | Štúrova ul. 19 Standort KG: Stredné Mesto Konskr.Nr.: 1392                        | schodiskový,nárožný                                                   | Eckhaus                                                         | č. NKP: 802-3647/0 Stand des NKP: Name: DOM BYTOVÝ                 |
| ja   | Datei hochladen | Wohnhaus(sk) ObjektID: 802-3648/0                                  | Štúrova ul. 21 Standort KG: Stredné Mesto Konskr.Nr.: 1391                        | schodiskový,radový; býv.Nemocnica zub.lekárstva                       | Reihenhaus, ehemalige Zahnklinik                                | č. NKP: 802-3648/0 Stand des NKP: Name: DOM BYTOVÝ                 |
| ja   | Datei hochladen | Bürgerhaus(sk) ObjektID: 802-3649/0                                | Štúrova ul. 23 Standort KG: Stredné Mesto Konskr.Nr.: 1385                        | radový                                                                | Reihenhaus                                                      | č. NKP: 802-3649/0 Stand des NKP: Name: DOM MEŠTIANSKY             |
| ja   | Datei hochladen | Bürgerhaus(sk) ObjektID: 802-3650/0                                | Štúrova ul. 25 Standort KG: Stredné Mesto Konskr.Nr.: 1384                        | nárožný                                                               | Eckhaus                                                         | č. NKP: 802-3650/0 Stand des NKP: Name: DOM MEŠTIANSKY             |
| ja   | Datei hochladen | Wohnhaus(sk) ObjektID: 802-4614/0                                  | Tajovského ul. 1 Standort KG: Stredné Mesto Konskr.Nr.: 737                       | pavlačový,radový                                                      | Reihenhaus                                                      | č. NKP: 802-4614/0 Stand des NKP: Name: DOM BYTOVÝ                 |
| ja   | Datei hochladen | Wohnhaus(sk) ObjektID: 802-4615/0                                  | Tajovského ul. 3 Standort KG: Stredné Mesto Konskr.Nr.: 740                       | schodiskový,radový                                                    | Reihenhaus                                                      | č. NKP: 802-4615/0 Stand des NKP: Name: DOM BYTOVÝ                 |
| ja   | Datei hochladen | DOM SPOLKOVÝ ObjektID: 802-3597/0                                  | Tajovského ul. 4 Standort KG: Stredné Mesto Konskr.Nr.: 736                       | schodiskový,radový; Bábkové divadlo                                   | Reihenhaus, Puppentheater                                       | č. NKP: 802-3597/0 Stand des NKP: Name: DOM SPOLKOVÝ               |
| ja   | Datei hochladen | Wohnhaus(sk) ObjektID: 802-4616/0                                  | Tajovského ul. 5-7 Standort KG: Stredné Mesto Konskr.Nr.: 747                     | pavlačový,radový; nájomný dom                                         | Reihenhaus                                                      | č. NKP: 802-4616/0 Stand des NKP: Name: DOM BYTOVÝ                 |
| ja   | Datei hochladen | Wohnhaus(sk) ObjektID: 802-4617/0                                  | Tajovského ul. 9 Standort KG: Stredné Mesto Konskr.Nr.: 749                       | nárožný; nájomný dom                                                  | Eckhaus                                                         | č. NKP: 802-4617/0 Stand des NKP: Name: DOM BYTOVÝ                 |
| BW   | Datei hochladen | Wohnhaus(sk) ObjektID: 802-11439/0                                 | Tajovského ul. 12 Standort KG: Stredné Mesto Konskr.Nr.: 750                      | pavlačový,radový; nájomný dom priechodový                             | Reihenhaus                                                      | č. NKP: 802-11439/0 Stand des NKP: Name: DOM BYTOVÝ                |
| ja   | Datei hochladen | Schule(sk) ObjektID: 802-3598/0                                    | Tajovského ul. 15 Standort KG: Stredné Mesto Konskr.Nr.: 1383                     | radová; židovská škola                                                | Reihenhaus, jüdische Schule                                     | č. NKP: 802-3598/0 Stand des NKP: Name: ŠKOLA                      |
| BW   | Datei hochladen | Bastion(sk) ObjektID: 802-1049/1                                   | Továrenská ul. 3 Standort KG: Stredné Mesto Konskr.Nr.: 313                       | päťboký; Mlynská bašta,Mariánsky dvor                                 | Mlynská Bastion                                                 | č. NKP: 802-1049/1 Stand des NKP: Name: BASTIÓN                    |
| BW   | Datei hochladen | PRACHÁREŇ ObjektID: 802-1049/2                                     | Továrenská ul. 3 Standort KG: Stredné Mesto Konskr.Nr.: 312                       | solitér; Laboratórium                                                 | Labor                                                           | č. NKP: 802-1049/2 Stand des NKP: Name: PRACHÁREŇ                  |
|      | Datei hochladen | Grabenmauer(sk) ObjektID: 802-1049/3                               | Továrenská ul. 3 KG: Stredné Mesto Konskr.Nr.:                                    | kontraeskarpa; kontraeskarpa vonkaj.priekopy                          | ?                                                               | č. NKP: 802-1049/3 Stand des NKP: Name: MÚR PRIEKOPOVÝ             |
| ja   | Datei hochladen | Wohnhaus(sk) ObjektID: 802-3637/0                                  | Vodná ul. 1 Standort KG: Stredné Mesto Konskr.Nr.: 1438,946                       | pavlačový,radový; Dom rybárov                                         | Reihenhaus, Haus der Fischer                                    | č. NKP: 802-3637/0 Stand des NKP: Name: DOM BYTOVÝ                 |
| ja   | Datei hochladen | Wohnhaus(sk) ObjektID: 802-3467/0                                  | Vodná ul. 2 Standort KG: Stredné Mesto Konskr.Nr.: 938                            | chodbový,nárožný; nájomný dom                                         | Eckhaus                                                         | č. NKP: 802-3467/0 Stand des NKP: Name: DOM BYTOVÝ                 |
| ja   | Datei hochladen | Wohnhaus(sk) ObjektID: 802-3638/0                                  | Vodná ul. 3 Standort KG: Stredné Mesto Konskr.Nr.: 945                            | schodiskový,radový                                                    | Reihenhaus                                                      | č. NKP: 802-3638/0 Stand des NKP: Name: DOM BYTOVÝ                 |
| ja   | Datei hochladen | Wohnhaus(sk) ObjektID: 802-3639/0                                  | Vodná ul. 5 Standort KG: Stredné Mesto Konskr.Nr.: 944,1431                       | schodiskový,radový                                                    | Reihenhaus                                                      | č. NKP: 802-3639/0 Stand des NKP: Name: DOM BYTOVÝ                 |
| ja   | Datei hochladen | Wohnhaus(sk) ObjektID: 802-3640/0                                  | Vodná ul. 6 Standort KG: Stredné Mesto Konskr.Nr.: 941                            | schodiskový,radový; dom finančných zamestnancov                       | Reihenhaus                                                      | č. NKP: 802-3640/0 Stand des NKP: Name: DOM BYTOVÝ                 |
| ja   | Datei hochladen | Wohnhaus(sk) ObjektID: 802-3641/0                                  | Vodná ul. 8 Standort KG: Stredné Mesto Konskr.Nr.: 943                            | pavlačový,radový                                                      | Reihenhaus                                                      | č. NKP: 802-3641/0 Stand des NKP: Name: DOM BYTOVÝ                 |
| ja   | Datei hochladen | Wohnhaus(sk) ObjektID: 802-3600/0                                  | Vrátna ul. 3 Standort KG: Stredné Mesto Konskr.Nr.: 404                           | pavlačový,nárožný                                                     | Eckhaus                                                         | č. NKP: 802-3600/0 Stand des NKP: Name: DOM BYTOVÝ                 |
| ja   | Datei hochladen | Bürgerhaus(sk) ObjektID: 802-3601/0                                | Vrátna ul. 8 Standort KG: Stredné Mesto Konskr.Nr.: 399                           | priechodový,radový                                                    | Reihenhaus                                                      | č. NKP: 802-3601/0 Stand des NKP: Name: DOM MEŠTIANSKY             |
| ja   | Datei hochladen | Bürgerhaus(sk) ObjektID: 802-3602/0                                | Vrátna ul. 10 Standort KG: Stredné Mesto Konskr.Nr.: 398                          | priechodový,radový                                                    | Reihenhaus                                                      | č. NKP: 802-3602/0 Stand des NKP: Name: DOM MEŠTIANSKY             |
| ja   | Datei hochladen | Bürgerhaus(sk) ObjektID: 802-3603/0                                | Vrátna ul. 12 Standort KG: Stredné Mesto Konskr.Nr.: 400                          | priechodový,radový                                                    | Reihenhaus                                                      | č. NKP: 802-3603/0 Stand des NKP: Name: DOM MEŠTIANSKY             |
| ja   | Datei hochladen | Bürgerhaus(sk) ObjektID: 802-3604/0                                | Vrátna ul. 14 Standort KG: Stredné Mesto Konskr.Nr.: 401                          | priechodový,radový                                                    | Reihenhaus                                                      | č. NKP: 802-3604/0 Stand des NKP: Name: DOM MEŠTIANSKY             |
| ja   | Datei hochladen | Bürgerhaus(sk) ObjektID: 802-3605/0                                | Vrátna ul. 16 Standort KG: Stredné Mesto Konskr.Nr.: 439                          | radový,priechodový                                                    | Reihenhaus, Passage                                             | č. NKP: 802-3605/0 Stand des NKP: Name: DOM MEŠTIANSKY             |
| ja   | Datei hochladen | Bürgerhaus(sk) ObjektID: 802-1188/0                                | Zámočnícka ul. 3 Standort KG: Stredné Mesto Konskr.Nr.: 393                       | priechodový,nárožný                                                   | Eckhaus, Passage                                                | č. NKP: 802-1188/0 Stand des NKP: Name: DOM MEŠTIANSKY             |
| ja   | Datei hochladen | Bürgerhaus(sk) ObjektID: 802-3606/0                                | Zámočnícka ul. 4 Standort KG: Stredné Mesto Konskr.Nr.: 25                        | priechodový,radový                                                    | Reihenhaus, Passage                                             | č. NKP: 802-3606/0 Stand des NKP: Name: DOM MEŠTIANSKY             |
| ja   | Datei hochladen | Bürgerhaus(sk) ObjektID: 802-1190/0                                | Zámočnícka ul. 6 Standort KG: Stredné Mesto Konskr.Nr.:                           | radový                                                                | Reihenhaus                                                      | č. NKP: 802-1190/0 Stand des NKP: Name: DOM MEŠTIANSKY             |
| ja   | Datei hochladen | Bürgerhaus(sk) ObjektID: 802-1191/0                                | Zámočnícka ul. 8 Standort KG: Stredné Mesto Konskr.Nr.:                           | radový                                                                | Reihenhaus                                                      | č. NKP: 802-1191/0 Stand des NKP: Name: DOM MEŠTIANSKY             |
| ja   | Datei hochladen | Bürgerhaus(sk) ObjektID: 802-1192/0                                | Zámočnícka ul. 10 Standort KG: Stredné Mesto Konskr.Nr.:                          | radový                                                                | Reihenhaus                                                      | č. NKP: 802-1192/0 Stand des NKP: Name: DOM MEŠTIANSKY             |
| ja   | Datei hochladen | Bürgerhaus(sk) ObjektID: 802-1193/0                                | Zámočnícka ul. 12 Standort KG: Stredné Mesto Konskr.Nr.: 399                      | radový                                                                | Reihenhaus                                                      | č. NKP: 802-1193/0 Stand des NKP: Name: DOM MEŠTIANSKY             |
| ja   | Datei hochladen | Bürgerhaus(sk) ObjektID: 802-1194/0                                | Zámočnícka ul. 14 Standort KG: Stredné Mesto Konskr.Nr.: 399                      | radový                                                                | Reihenhaus                                                      | č. NKP: 802-1194/0 Stand des NKP: Name: DOM MEŠTIANSKY             |
| ja   | Datei hochladen | Bürgerhaus(sk) ObjektID: 802-3607/0                                | Zámočnícka ul. 16 Standort KG: Stredné Mesto Konskr.Nr.: 400,401                  | radový                                                                | Reihenhaus                                                      | č. NKP: 802-3607/0 Stand des NKP: Name: DOM MEŠTIANSKY             |
| ja   | Datei hochladen | Gedenktafel mit Büste(sk) ObjektID: 802-4583/1                     | Zbrojničná ul. 4 Standort KG: Stredné Mesto Konskr.Nr.: 508                       | Csordák Ľudovít; 1864–1937, maliar                                    | für Ľudovít (Lajos) Csordák, Maler                              | č. NKP: 802-4583/1 Stand des NKP: Name: TABUĽA PAMÄTNÁ S BUSTOU    |
| ja   | Datei hochladen | Gedenktafel mit Büste(sk) ObjektID: 802-4583/2                     | Zbrojničná ul. 4 Standort KG: Stredné Mesto Konskr.Nr.: 508                       | Halász-Hradil Elemír; 1873–1948, maliar                               | für Elemír Halász-Hradil, Maler                                 | č. NKP: 802-4583/2 Stand des NKP: Name: TABUĽA PAMÄTNÁ S BUSTOU    |
| ja   | Datei hochladen | Wohnhaus(sk) ObjektID: 802-3608/0                                  | Zbrojničná ul. 6 Standort KG: Stredné Mesto Konskr.Nr.: 509                       | pavlačový,nárožný; ateliéry ĽŠU                                       | Eckhaus                                                         | č. NKP: 802-3608/0 Stand des NKP: Name: DOM BYTOVÝ                 |
| ja   | Datei hochladen | Bürgerhaus(sk) ObjektID: 802-3609/0                                | Zbrojničná ul. 8 Standort KG: Stredné Mesto Konskr.Nr.: 510                       | priechodový,nárožný                                                   | Eckhaus, Passage                                                | č. NKP: 802-3609/0 Stand des NKP: Name: DOM MEŠTIANSKY             |
| ja   | Datei hochladen | Bürgerhaus(sk) ObjektID: 802-3655/0                                | Zbrojničná ul. 14 Standort KG: Stredné Mesto Konskr.Nr.: 514,515,516              | chodbový,nárožný                                                      | Doppel-Eckhaus                                                  | č. NKP: 802-3655/0 Stand des NKP: Name: DOM MEŠTIANSKY             |
| ja   | Datei hochladen | Wohnhaus 2(sk) ObjektID: 802-1196/2                                | Zvonárska ul. 1 Standort KG: Stredné Mesto Konskr.Nr.: 119                        | pavlačový,radový                                                      | Reihenhaus                                                      | č. NKP: 802-1196/2 Stand des NKP: Name: DOM BYTOVÝ II.             |
| ja   | Datei hochladen | Bürgerhaus(sk) ObjektID: 802-3610/0                                | Zvonárska ul. 3 Standort KG: Stredné Mesto Konskr.Nr.: 128                        | prejazdový,radový                                                     | Reihenhaus, Passage                                             | č. NKP: 802-3610/0 Stand des NKP: Name: DOM MEŠTIANSKY             |
| ja   | Datei hochladen | Bürgerhaus(sk) ObjektID: 802-3611/0                                | Zvonárska ul. 4 Standort KG: Stredné Mesto Konskr.Nr.: 133                        | prejazdový,radový                                                     | Reihenhaus, Passage                                             | č. NKP: 802-3611/0 Stand des NKP: Name: DOM MEŠTIANSKY             |
| ja   | Datei hochladen | Wohnhaus(sk) ObjektID: 802-3612/0                                  | Zvonárska ul. 5 Standort KG: Stredné Mesto Konskr.Nr.: 130                        | pavlačový,radový                                                      | Reihenhaus                                                      | č. NKP: 802-3612/0 Stand des NKP: Name: DOM BYTOVÝ                 |
| ja   | Datei hochladen | Mehrfunktionsgebäude(sk) ObjektID: 802-3613/0                      | Zvonárska ul. 7 Standort KG: Stredné Mesto Konskr.Nr.:                            | radový; Židovský dom,modlitebňa                                       | Reihenhaus                                                      | č. NKP: 802-3613/0 Stand des NKP: Name: DOM POLYFUNKČNÝ            |
| ja   | Datei hochladen | Synagoge(sk) ObjektID: 802-3620/0                                  | Zvonárska ul. 7 Standort KG: Stredné Mesto Konskr.Nr.: 135                        | ortodoxná; Synagóga ortodoxných                                       | orthodoxe                                                       | č. NKP: 802-3620/0 Stand des NKP: Name: SYNAGÓGA                   |
| ja   | Datei hochladen | Wohnhaus(sk) ObjektID: 802-3614/0                                  | Zvonárska ul. 9 Standort KG: Stredné Mesto Konskr.Nr.: 144                        | pavlačový,radový                                                      | Reihenhaus                                                      | č. NKP: 802-3614/0 Stand des NKP: Name: DOM BYTOVÝ                 |
| ja   | Datei hochladen | Bürgerhaus(sk) ObjektID: 802-3615/0                                | Zvonárska ul. 11 Standort KG: Stredné Mesto Konskr.Nr.: 145                       | priechodový,radový                                                    | Reihenhaus, Passage                                             | č. NKP: 802-3615/0 Stand des NKP: Name: DOM MEŠTIANSKY             |
| ja   | Datei hochladen | Bürgerhaus(sk) ObjektID: 802-3616/0                                | Zvonárska ul. 12 Standort KG: Stredné Mesto Konskr.Nr.: 149,33                    | radový                                                                | Reihenhaus                                                      | č. NKP: 802-3616/0 Stand des NKP: Name: DOM MEŠTIANSKY             |
| ja   | Datei hochladen | Bürgerhaus(sk) ObjektID: 802-3617/0                                | Zvonárska ul. 13 Standort KG: Stredné Mesto Konskr.Nr.: 146                       | prejazdový,radový                                                     | Reihenhaus, Passage                                             | č. NKP: 802-3617/0 Stand des NKP: Name: DOM MEŠTIANSKY             |
| ja   | Datei hochladen | Wohnhaus(sk) ObjektID: 802-3618/0                                  | Zvonárska ul. 21 Standort KG: Stredné Mesto Konskr.Nr.: 157                       | pavlačový,radový                                                      | Reihenhaus                                                      | č. NKP: 802-3618/0 Stand des NKP: Name: DOM BYTOVÝ                 |
| BW   | Datei hochladen | Burgmauer(sk) ObjektID: 802-1049/12                                | Zvonárska ul. 23 Standort KG: Stredné Mesto Konskr.Nr.: 160,158,159               | kurtina; vonkajší okruh hradieb                                       | Kurtin, äußerer Mauerring                                       | č. NKP: 802-1049/12 Stand des NKP: Name: MÚR HRADBOVÝ              |
| ja   | Datei hochladen | Bürgerhaus(sk) ObjektID: 802-3619/0                                | Zvonárska ul. 23 Standort KG: Stredné Mesto Konskr.Nr.: 160                       | radový,prejazdový; zborový dom                                        | Reihenhaus, Passage                                             | č. NKP: 802-3619/0 Stand des NKP: Name: DOM MEŠTIANSKY             |

## Legende
Die Tabelle enthält im Einzelnen folgende Informationen:
| Foto:                    | Fotografie des Denkmals. |
| Denkmal / č. ÚZPF:       | Die Übersetzung der Bezeichnung des Denkmals, wie sie vom Slowakischen Denkmalamt (Pamiatkový úrad Slovenskej republiky) verwendet wird. Die Originalbezeichnung ist unter dem Fragezeichen angegeben. Fehlt die Übersetzung, so wird die Originalbezeichnung direkt angezeigt. Weiters ist die Objekt-Identifikationsnummer (Objekt ID) angeführt. Sie ist die offizielle, in der Slowakei eindeutige Nummer č. ÚZPF inklusive der zugehörigen Zählnummer, wie sie in den Daten des Denkmalamtes angegeben wird. Da diese nur innerhalb eines Landkreises gezählt wird, ist dessen Nummer der Denkmalnummer vorangestellt. |
| Standort:                | Wenn in der Liste vorhanden, ist die Adresse angegeben. In Klammern kann sich noch eine zusätzliche Adresse befinden, wenn es beispielsweise ein Eckhaus ist. Bei freistehenden Objekten ohne Adresse (zum Beispiel bei Bildstöcken) ist eine Adresse angegeben, die in der Nähe des Objekts liegt. Durch Aufruf des Links Standort wird die Lage des Denkmals in verschiedenen Kartenprojekten angezeigt. Darunter sind die Katastralgemeinde (KG) und, wenn vorhanden, die Konskriptionsnummer (Konskr. Nr.) angegeben.                                                                                                   |
| Offizielle Beschreibung: | Es ist die Kurzbeschreibung auf Slowakisch, wie sie in den offiziellen Listen angegeben ist, eingetragen. |
| Beschreibung:            | Kurze Angaben zum Denkmal auf Deutsch. |
| Metadaten:               | Zusätzlich werden, wenn in den persönlichen Einstellungen das Helferlein Dauerhaftes Einblenden von Metadaten aktiviert ist, ebensolche angezeigt. |

- Karte mit allen Koordinaten:
- OSM |
- WikiMap